# أحمد مفتاح العماري
أحمد بن مفتاح بن هارون العُمَاري (19 مارس 1858 - يناير 1911) شاعر وناثر مصري. ولد في قرية نزلة عمرو بصعيد، ونشأ بها. تلقى مقدماته فيها، ثم التحق بالأزهر في القاهرة، فدرس على كبار شيوخه. ثم التحق بمدرسة دار العلوم سنة 1881. وبعد تخرجه عمل صحافيًا ومدرّسًا بدار العلوم لتسع سنوات، كما عمل في آخر حياته مدرسًا بالابتدائية فحُطَّ من درجته مع الإبقاء على مُرتّبه، وتنقله في عدة أقاليم مصر. مرض في شيخوخته وأحيل إلى التقاعد. توفي في عزلة اجتماعية عن 54 عامًا في القاهرة. له عدة مؤلفات أدبية وديوانه مفقود.

## سيرته
هو أحمد بن مفتاح بن هارون بن أبي النُّعاس العُمَاري. ولد يوم 4 شعبان 1274/ 19 مارس 1858 في نزلة عمرو بصعيد من إيالة مصر العثمانية ونشأ بها. تلقى مقدماته فيها من القراءة والقرآن على جاد المولى، ثم التحق بالأزهر سنة 1289 هـ/ 1872 م، وتلمذ على مشاهير عصره، منهم: محمد الشعبوني المغربي، وعرفة سالم السفطي، وعبد الله الفيومي، ومحمد البحيري، وسالم البولاقي، وشمس الدين الأنبابي، وعبد الرحمن السويسي، وصالح قرقوش، والمهدي العباسي، ومحمد عبده، وأحمد أبو خطوة وغيرهم.

وفي سنة 1298 هـ/ 1881 م التحق بدار العلوم وتخرج سنة 1302 هـ/ 1884 م. ثم اشتغل بالوظائف الحكومية والتدريس بالمدارس الابتدائية ودار العلوم، والكتابة في الصحف كـ«الأعلام»، و«القاهرة»، و«المؤّيد». ومن تلامذته محمد توفيق البكري، وعبد العزيز جاويش، ومصطفى عناني، ويوسف حمدي يكن.

أصيب بمرض في شيخوخته، وأحيل على التقاعد واختار السكنى بحي مصر الجديدة واعتزل عن حياة الاجتماعية، واشتغل بالمطالعة وإتمام بعض تآليفه. وصف بأنه كان «غريب الأطوار، سريع الغضب، سريع الرضا مع صفاء الباطن، له شذوذ في أخلاقة.» 

توفي في شهر محرم 1329 هـ/ يناير 1911، وكان في بيته بمفرده ولم يعلم بوفاته أحد حتى ظهرت رائحة جثمانة للجيران، وأخبروا الشرطة ووجدوا في سريره جزءًا من كتاب الأغاني، وقرر الطبيب أنه مضى على وفاته ثلاثة عشر يومًا.

## أدبه
كانت طريقته في الكتابة تضخع للسجع القصير مع القصد في استعماله البديع واعتنائه بمتن اللغة والشعر والنثر. جاء في معجم البابطين عن شاعريته «تخضع طريقة الشاعر للسجع قصير الفقرات، مع القصد في استعمال البديع، مما جعله الشاعر الأثير عند البارودي حين عاد من منفاه وراح يقرأ خارطة مصر الشعرية، لما وجد فيه من قوة البناء، وسلامة التراكيب، ويرى أحمد تيمور أن أحمد مفتاح لو تمّ له الخيال الشعري كما تمت له الديباجة وجزالة الألفاظ لكان أشعر أهل زمانه بلا منازع. سنجد أصداء حفظه للتراث الشعري ماثلة في ألفاظه ومعانيه ومبانيه..»
 ومن شعره «داء الغرور»:

## آثاره
من مؤلفاته:
- «مفتاح الأفكار في النثر المختار»، 1896
- «مفتاح الأفكار في الشعر المختار»
- «رفع اللئام عن أسماء الضرغام»
- «مفتاح الإنشاء»، لم يكمله
- ديوان حماسة من شعراء العرب»، أستدرك به على أبي تمام ما فاته
- ديوان شعره، ونثره